# Szeligi (powiat warszawski zachodni)
Szeligi – osada w Polsce położona w województwie mazowieckim, w powiecie warszawskim zachodnim, w gminie Ożarów Mazowiecki.
W latach 1975–1998 miejscowość położona była w województwie warszawskim.